# Banatit
Banatitele (de la numele regiunii Banat - România, în engleză banatite) este un ansamblu de roci magmatice intruzive, care se găsesc în Banat și în Munții Apuseni, alcătuite în special din gradionite (granodiorite), având la partea superioară granite, iar la bază diorite. Ele formează o zonă petrografică importantă în România, în partea de vest a Banatului, în cadrul căreia apar frecvent masive batolitice sau lacolitice, dyke-uri, uneori curgeri de lavă și aglomerate vulcanice, produc și fenomenul de metamorfism de contact (endomorfic și exomorfic) cu rocile înconjurătoare. Banatitele prezintă o deosebită importanță economică, deoarece în legătură cu ele s-au format numeroase zăcăminte de minereuri metalifere (cupru, fier, plumb, zinc etc.), iar ca roci propriu-zise se exploatează în mai multe cariere ca piatră pentru construcții (la Valea Drăganului, Oravița-jud. Caraș-Severin, Săvârșin-jud. Arad etc.).